# Campeonato Europeo de Rugby League 1996
El Campeonato Europeo de Rugby League de 1996 fue la vigésimo cuarta edición del principal torneo europeo de Rugby League.

## Equipos
- Francia
- Gales
- Inglaterra

## Posiciones
| Equipo     | Encuentros | Encuentros | Encuentros | Encuentros | Tantos  | Tantos    | Tantos     | Puntos |
| Equipo     | jugados    | ganados    | empatados  | perdidos   | a favor | en contra | diferencia | Puntos |
| ---------- | ---------- | ---------- | ---------- | ---------- | ------- | --------- | ---------- | ------ |
| Inglaterra | 2          | 2          | 0          | 0          | 99      | 18        | +81        | 4      |
| Gales      | 2          | 1          | 0          | 1          | 46      | 40        | +6         | 2      |
| Francia    | 2          | 0          | 0          | 2          | 20      | 107       | -87        | 0      |

Nota: Se otorgan 2 puntos al equipo que gane un partido, 1 al que empate y 0 al que pierda.
|  | Campeón |

## Resultados
| 5 de junio | Francia | 14 - 34 | Gales |  |  |

| 12 de junio | Inglaterra | 73 - 6 | Francia |  |  |

| 26 de junio | Gales | 12 - 26 | Inglaterra |  |  |

| Bandera de Inglaterra |
| Campeón Inglaterra    |
| Duodécimo título      |